# Centese Calcio 1993-1994
Questa pagina raccoglie le informazioni riguardanti la Centese Calcio nelle competizioni ufficiali della stagione 1993-1994.

## Rosa
| N. |                   | Ruolo | Calciatore              |
| -- | ----------------- | ----- | ----------------------- |
|    | Italia (bandiera) | C     | Alessandro Baiesi       |
|    | Italia (bandiera) | A     | Massimiliano Battigello |
|    | Italia (bandiera) | P     | Christian Bini          |
|    | Italia (bandiera) | A     | Paolo Candido           |
|    | Italia (bandiera) | D     | Roberto Civolani        |
|    | Italia (bandiera) | C     | Federico Farolfi        |
|    | Italia (bandiera) | P     | Alessandro Fasce        |
|    | Italia (bandiera) | C     | Giuseppe Felice         |
|    | Italia (bandiera) | A     | Gabriele Gallina        |
|    | Italia (bandiera) | C     | Roberto Gatti           |
|    | Italia (bandiera) | C     | Enrico Limonta          |
|    | Italia (bandiera) | C     | Manuel Lipperini        |
|    | Italia (bandiera) | C     | Antonello Liucci        |
|    | Italia (bandiera) | C     | Giuseppe Martinelli     |
|    | Italia (bandiera) | D     | Gianni Marzocchi        |

| N. |                   | Ruolo | Calciatore           |
| -- | ----------------- | ----- | -------------------- |
|    | Italia (bandiera) | C     | Ulisse Masolini (II) |
|    | Italia (bandiera) | C     | Domenico Minutolo    |
|    | Italia (bandiera) | D     | Marco Orsi           |
|    | Italia (bandiera) | P     | Marco Pilato         |
|    | Italia (bandiera) | C     | Josè Pirri           |
|    | Italia (bandiera) | A     | Alessandro Porcino   |
|    | Italia (bandiera) | D     | Andrea Ramponi       |
|    | Italia (bandiera) | A     | Renato Re            |
|    | Italia (bandiera) | C     | Fulvio Risiglione    |
|    | Italia (bandiera) | A     | Antonio Rolfini      |
|    | Italia (bandiera) | C     | Andrea Rossato       |
|    | Italia (bandiera) | P     | Luigi Simoni         |
|    | Italia (bandiera) | D     | Mirko Tomei          |
|    | Italia (bandiera) | C     | Simone Preti         |
|    | Italia (bandiera) | D     | Luca Villa           |